# Бізнес-центр «Емайое»

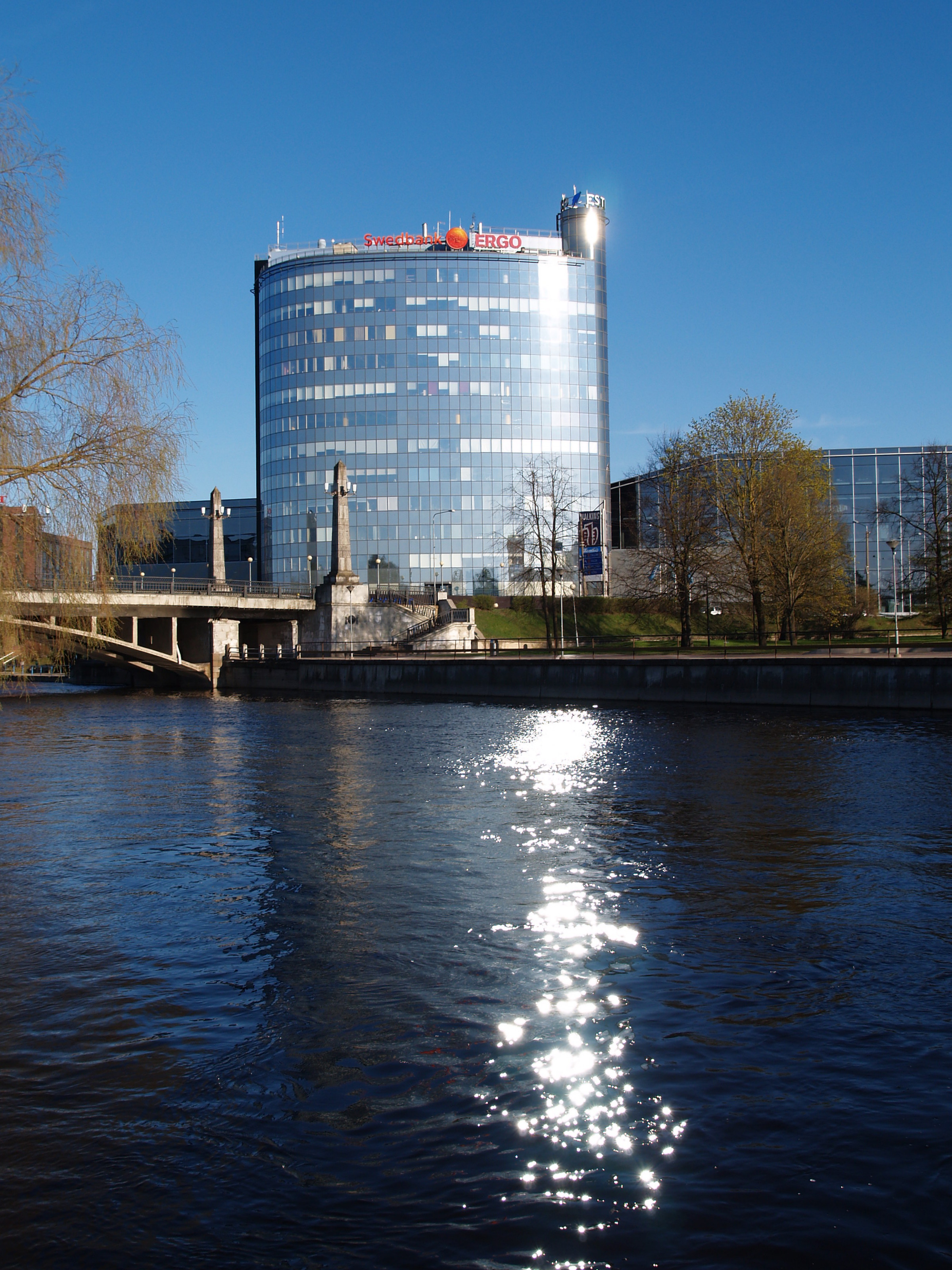
Бізнес-центр «Емайое»

Бізнес-центр Емайое (ест. Emajõe ärikeskus, також розмовні варіанти «Plasku» чи «Pläsku») — це бізнес-центр за адресою вулиця Сооле, 8 (Soola tänav  8), м. Тарту, Тартумаа, Естонія. Центр розташований на березі річки Емайигі.
Будівлю спроєктував Індрек Вайну (Indrek Vainu) з архітктурного бюро Kalle Rõõmus. Центр було відкрито 1998 року. Він має 14 поверхів, а його висота становить 52 м.

## Зовнішні посилання
- Бізнес-центр Emajõe, estiko.ee

58°22′43.23839″ пн. ш. 26°43′50.26915″ сх. д. / 58.3786773306° пн. ш. 26.7306303194° сх. д.Шаблон:Tartu landmarks